# Codex Matritensis
Codex Matritensis es la denominación común que se da en bibliografía a los códices (codex en latín) más valiosos conservados en Madrid (gentilicio matritensis en latín), unos en la Biblioteca Nacional y otro en el Museo de América. También se utilizan las expresiones Codex Madrid, Códice Madrid o Códice de Madrid.
Entre ellos destacan:
- Códices Madrid I-II, dos libros formados con los bocetos y anotaciones de Leonardo da Vinci (BNE).
- Códice Tro-Cortesiano, un códice maya (Museo de América).
- Códice Madrid 20486, con música del siglo XIII (BNE).

- Datos: Q17625643